# Oratorio della Madonna della Tosse
L'oratorio della Madonna della Tosse si trova a Ponsacco in piazza della Repubblica.

## Storia e descrizione
L'attuale edificio, rimaneggiato recentemente, fu costruito nel corso del XVIII secolo là dove sorgeva un capitello votivo, compreso nell'antico giardino del convento di suore francescane, abbattuto alla fine del secolo scorso.
Al suo interno si conserva un'immagine ritenuta miracolosa, una pregiata terracotta dipinta, attribuita a Luca della Robbia, della metà del XV secolo. La scultura raffigura la Madonna con Gesù Bambino e il piccolo San Rocco, venerata con l'appellativo di Madonna della tosse.